# Milionia corusca
Milionia corusca là một loài bướm đêm trong họ Geometridae.